# Bodrog (grad)
Bodrog je bio grad u Bačkoj.
Nalazio se u somborskoj okolici, uz rijeku Dunav. 
Za vrijeme ugarskog kralja Stjepana I. je postao upravnim sjedištem Bodroške županije u Kraljevini Ugarskoj.
Bio je utvrđen i to još od 11. st. Sama tvrđava se spominje 1192.
Zabilježeno je da se u Bodrogu nalazila prepozitura gdje su stolovali ugarski kraljevi.
Poznato je da je još 1225. Bodrog bio sajamskim gradom.
U 13. st. povijesni izvori bilježe postojanje dominikanskog samostana. Prije nego što je postao dominikanskim, ovaj je samostan, posvećen sv. Petru, pripadao benediktincima. Drugi redovnici koji su bili nazočni u Bodrogu su bili pavlini, koji su na Sigi imali opatiju svetog Križa.
Bodrog je doslovno razoren 1241. za najezde Tatara u Europu, kao i sva naselja u Bačkoj. 
Iduće godine je u blizini Bodroga sagrađena tvrđava Bortanj (Bartanj), u današnjoj šumi Kozara. Povijesni izvori iz 14. stoljeća bilježe i Bodrog i Bartanj.
1256. je Bodrog obnovljen, uključujući i rad redovničkih zajednica koje su do razaranja djelovale u Bodrogu.
Po znanstveničkim procjenama, oppidum Bodrog je u 1. polovici 16. st. imao oko 1000 st. i bio je među većim naseljima u Bačkoj. Zabilježeno je da je Bodrog prije turskih osvajanja imao i školu i crkvu.
1541. su ga zauzeli Turci.
1590. je pomicanje Dunava počelo podrivati grad. Smatra se da su tragovi starog grada Bodroga vremenom nestali zbog prirodnog pomicanja toka rijeke Dunava. 
Prema svjedočenjima starijeg svjedoka 1717., još u prvoj polovici 17. st. su se mogli vidjeti najviši objekti iz Bodroga (crkva i sl.) čiji su vrhovi virili iz Dunava, a vremenom su bili sve više prekriveni vodom.
Danas je na mjestu pored nekadašnjeg Bodroga selo Monoštor, nastalo naseljavanjem šokačkih Hrvata u blizini tog starog grada. Pretpostavlja se da su još u 18. st. mještani iz Monoštora s ruševina bodroške tvrđave uzimali cigle i od njih gradili crkvu, koju su poslije sami rušili od straha od odbora kojeg se sastavilo da bi se utvrdilo gdje se nalazio Bodrog.
Za samu bodrošku tvrđavu se pretpostavljalo da se nalazila na otoku Sigi, gdje su se 1898. vršila iskopavanja. Ondje su nađeni ostatci pavlinske opatije sv. Križa.